# CintaNotes
CintaNotes é um programa de anotações freemium para Microsoft Windows. Permite armazenar e recuperar texto inserido manualmente ou coletado de outros documentos ou websites. Não suporta a inserção de imagens.
CintaNotes permite inserir texto a partir de outros programas através de uma hotkey e também registra links para a web e para arquivos locais.
As notas podem ser marcadas com tags, que podem ser utilizadas para recuperação das notas que as contêm, isolada ou combinadamente entre si ou com quaisquer termos de busca.
Pode-se exportar toda a base de dados ou notas selecionadas individualmente, tanto em formato texto Unicode quanto em formato XML.
O programa possui, ainda, uma versão portátil.

## Recursos
- Versão gratuita
  - Organização - as notas são organizadas usando tags. A janela principal é dividida em duas parte: uma lista de tags à esquerda, dispostas alfabeticamente; e, à direita, as notas correspondentes ao cruzamento da tag ou tags selecionadas com eventuais termos de busca digitados. (Para exibir todas as notas, basta não selecionar nenhuma tag e não digitar nenhuma busca.)
  - Notas - cada nota contém apenas texto, mas admite formatação básica. Opcionalmente, cada nota pode conter um título, tags e um link em um campo específico.
- Versão paga
  - Sincronização - as notas são sincronizadas com o serviço simplenote.
  - Exportação em formato HTML - as notas podem ser exportadas também para o formato HTML.
  - Múltiplos blocos de notas - as notas podem ser separadas em mais de um conjunto de notas autonômo.
  - Árvore de tags expansível - as tags podem ser subordinadas umas às outras, formando uma árvore de tags que pode ser expandida e recolhida.
  - Links entre as notas - as notas podem conter links entre si.